# Chroococcophyceae
Chroococcophyceae (хроококофицее) је традиционална класа која припада модрозеленим алгама (модрозеленим бактеријама). Организми из ове групе имају прокариотску грађу ћелије. У ову групу спадају једноћелијски и колонијални организми. Налазе се у сланим и слатким водама, влажном земљишту, на влажним стенама и зидинама и на другим сличним местима. Око ћелија се налази ћелијски зид грађен од четири слоја. Већина колонијалних врста из ове класе има добро развијен галеретни омотач. Размножавају се бесполно (најчешће деобом ћелије, али и наноцитама, планококама и спорама). Неке врсте из ове класе пренамножавањем изазивају појаву познату као „цветање воде“.
Класа Chroococcophyceae се дели на два реда: Chroococcales и Entophysalidales, док поједини аутори деле класу на редове Chroococcales и Tubiellales.